# Sale delle Langhe
Sale delle Langhe là một đô thị tại tỉnh Cuneo trong vùng Piedmont của Italia, vị trí cách khoảng 80 km về phía đông nam của  Torino và khoảng  45 km về phía đông của  Cuneo. Tại thời điểm ngày 31 tháng 12 năm 2004, đô thị này có dân số 509 người và diện tích 10,9 km².
Đô thị Sale delle Langhe có các   frazione (đơn vị cấp dưới) Arbi.
Sale delle Langhe giáp các đô thị: Camerana, Ceva, Montezemolo, Priero và   Sale San Giovanni.